# Изродено състояние
В квантовата механика, едно енергийно ниво е в изродено състояние, ако то отговаря на две или повече различни измерими състояния в квантова система. От друга страна, за две или повече състояния на квантова механична система се казва, че са изродени, ако те имат една и съща енергийна стойност при измерване.
Броят на различните състояния, съответстващи на определено енергийно ниво, е известен като степен на изроденост на нивото. Математически, това се изразява чрез оператор на Хамилтон за системата, имаща повече от едно линейно независими квантови състояния с една и съща собствена стойност на енергията. В такъв случай, само енергията не е достатъчна, за да се характеризира състоянието, в което се намира системата, поради което са нужни други квантови числа за характеризиране на точното състояние. В класическата механика, това грубо може да се представи като различни възможни траектории, съответстващи на една и съща енергия.
Изродеността играе важна роля в квантовата статистическа механика. За система с N частици в три измерения, едно енергийно ниво може да съответства на няколко различни вълнови функции или енергийни състояния. Тези изродени състояния на едно и също ниво имат еднаква вероятност да бъдат запълнени. Броят на тези състояния описва изродеността на съответното енергийно ниво.

## Изроденост в едно измерение
В някои случаи, могат да се постигнат аналитични резултати по-лесно при изучаването на едномерни системи. За квантова частица с вълнова функция {\displaystyle |\psi \rangle }, движещ се в едномерен потенциал {\displaystyle V(x)}, независимото от времето уравнение на Шрьодингер може да бъде записано като:
{\displaystyle -{\frac {\hbar ^{2}}{2m}}{\frac {d^{2}\psi }{dx^{2}}}+V\psi =E\psi }
Тъй като това е обикновено диференциално уравнение, съществуват най-много две независими собствени функции за даден енергия {\displaystyle E}, така че степента на изроденост никога не надхвърля 2. Може да бъде доказано, че в едно измерение няма изродени свързани състояния за нормализируеми вълнови функции. Достатъчно условия за частично непрекъснат потенциал {\displaystyle V} и енергия {\displaystyle E} е наличието на две реални числа {\displaystyle M,x_{0}} с {\displaystyle M\neq 0}, така че за {\displaystyle \forall x>x_{0}} имаме {\displaystyle V(x)-E\geq M^{2}}.